# Lunar Rescue
Lunar Rescue (ルーナー・ レスキユー Runā Resukukyū) es un juego de arcade lanzado por Taito en noviembre de 1979. El modo de juego tiene cierta semejanza con el propio éxito de 1978 de Taito, Space Invaders (y algunas veces aparece como un spin-off de Space Invaders) y con Lunar Lander de Atari Inc. (lanzado varios meses antes).

## Jugabilidad
El juego comienza con la nave espacial del jugador atracada dentro de la nave nodriza en la parte superior de la pantalla. Debajo de la nave nodriza hay un campo de asteroides y debajo de eso, la superficie de la luna. Hay tres plataformas en las que se puede aterrizar y seis astronautas varados que necesitan ser rescatados. Usted controla una pequeña nave espacial. El jugador debe presionar el botón para liberar su nave espacial de la nave nodriza y maniobrar a través del campo de asteroides. La nave solo puede moverse hacia la izquierda o hacia la derecha o usar una cantidad finita de combustible presionando el empuje (otra vez el mismo botón) para disminuir su descenso. Si la nave se aterriza con éxito en una de las plataformas disponibles, uno de los astronautas correrá hacia y abordará la nave.
El cinturón de asteroides ahora se convierte en un enjambre de platillos voladores, algunos de los cuales lanzan bombas. El jugador ahora debe guiar la nave espacial de regreso a la nave nodriza (la nave asciende sin consumir combustible), evitando los platillos voladores. El botón de empuje ahora es un botón de disparo que se puede usar para disparar a los enemigos de arriba (como en Space Invaders). Finalmente, la embarcación se debe acoplar con la nave nodriza utilizando la abertura de la bahía. Si se golpea el lado de la nave nodriza o cualquier parte de la nave fuera de la abertura, el astronauta rescatado cae a la superficie y muere. Si la nave nodriza se pierde por completo, la nave explota. Después de que las seis personas hayan sido rescatadas (o hayan sido asesinadas siempre que el jugador aún tenga vidas restantes), el juego comienza de nuevo en un nivel superior.

## Legado
Lunar Rescue se incluye en la compilación Taito Legends 2 para PlayStation 2, Xbox y Microsoft Windows.
Varios clones optaron por el título original, como las versiones lanzadas por CRL Group y Lyversoft para el ZX Spectrum, y Alligata para el Acorn Electron y BBC Micro.
Los clones con diferentes títulos incluyen Meteor Mission (Acornsoft) para BBC Micro, Meteor Mission II (Big Five Software) para TRS-80, y Stellar Shuttle de Broderbund para la familia Atari de 8 bits.